# Álvaro Regalado Pedrol
Álvaro Regalado Pedrol (* 12. April 1999 in Alicante) ist ein spanischer Tennisspieler.

## Karriere
Regalado Pedrol spielte bis 2015 auf der ITF Junior Tour. In der Jugend-Rangliste erreichte er mit Rang 299 seine höchste Notierung.
Bei den Profis spielte Regalado Pedrol zunächst nur 2016 drei Turniere auf der ITF Future Tour, bei denen er jeweils zum Auftakt verlor. 2017 begann er ein Studium an der Columbia University, wo er auch College Tennis spielte. Er schloss das Studium 2022 ab. Das einzige Turnier seitdem spielte er in Atlanta. Dort bekam er eine Wildcard für den Doppelwettbewerb und kam damit zu seinem Debüt auf der ATP Tour. Zusammen mit Andrei Duarte unterlag er der Paarung Jason Kubler und John Peers, die später das Finale erreichen sollten. In der Tennisweltrangliste konnte er sich nicht platzieren.